# Joachim Back
Joachim Back  (* 1972 in Dänemark) ist ein dänischer Regisseur.

## Leben
Back begann seine Karriere beim Film als Set-Runner in dänischen Produktionen und übernahm später auch Aufgaben als Assistent in den Bereichen Beleuchtung, Schnitt und Kamera. Da er schon immer Regisseur werden wollte, drehte er zunächst mit Freunden kleinere Filme.
1997 unterschrieb er bei Copenhagen's Easy Film und drehte in der Folgezeit eine Vielzahl an Werbefilmen für z. B. Pepsi, VISA, VW oder Nescafé. Für den Werbefilm The Mouth, den er für MTV produzierte, kam er 2000 in die engere Auswahl für einen Goldenen Löwen bei den Internationalen Werbefestspielen in Cannes. 2001 gründete er gemeinsam mit zwei Kollegen die Firma Bacon, die sich auf den Dreh von Werbefilmen spezialisierte.
2004 zog er in die USA und unterschrieb einen Vertrag bei Park Pictures. Mit einem Werbespot für Viagra konnte er 2005 einen Goldenen Löwen in Cannes gewinnen. Mit mehr als 15 Auszeichnungen ist dieser Werbefilm einer der erfolgreichsten in der Werbegeschichte. Weitere Preise sind ein Bronzener Löwe für Too Late und ein Preis für Best Sound Design bei der AICP Show 2007 für eine Captain-Morgan-Kampagne. Eine weitere Cannes-Nominierung erhielt er 2008 für einen Bud-Light-Spot. 2009 folgten zwei Epica Awards: In Gold für eine IKEA- und in Silber für eine Volvo-Werbung.
Für seinen ersten Kurzfilm The New Tenants gewann Back bei der Oscarverleihung 2010 gemeinsam mit Produzent Tivi Magnusson einen Oscar in der Kategorie Bester Kurzfilm.
Back lebt mit seiner Frau und seinen zwei Kindern in New York.

## Filmografie
- 2009: The New Tenants (Kurzfilm)
- 2022: Corner Office